# Мапуту
Мапу́ту (порт. Maputo, МФА: [mɐ.ˈpu.tu]) — столиця Мозамбіку. Розташована на півдні країни, на березі Індійського океану. Населення — близько одного мільйона осіб.

## Назва
- Мапу́ту (порт. Maputo, МФА: [mɐ.ˈpu.tu]) — сучасна назва.
- Лоре́нсу-Ма́ркіш (порт. Lourenço Marques, МФА: [ɫo.ˈɾẽ.su ˈmaɾ.kɨʃ]) — стара назва.

## Географія

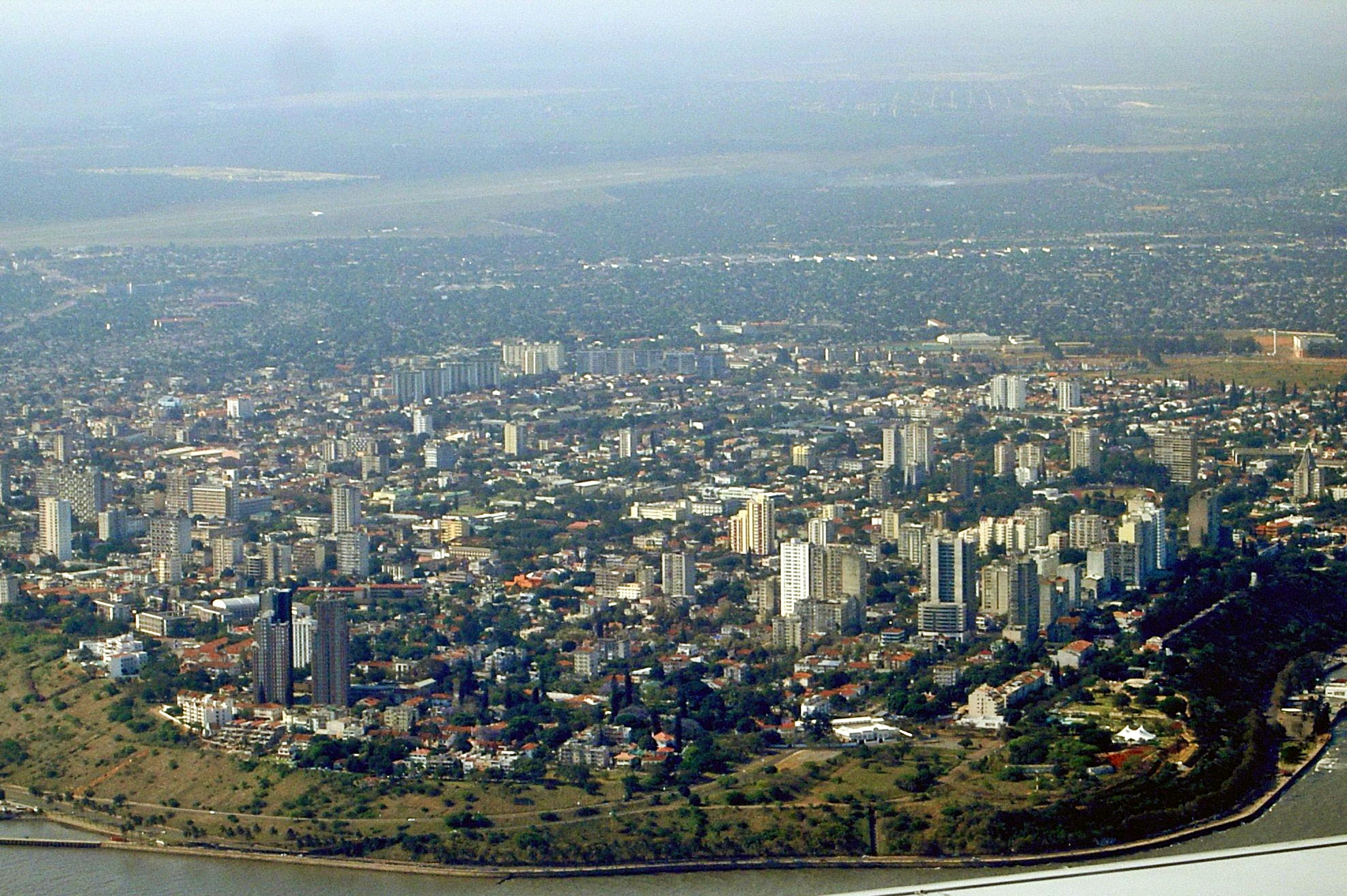
Мапуту — сучасне африканське місто

Мапуту розташоване на східному березі затоки Мапуту, у гирлі річки Тембе. Річка Мапуту впадає в південну частину затоки.

## Історія

### Португальське правління
Місто засноване в кінці XVIII століття, до незалежності Мозамбіку носило ім'я Лоре́нсу-Ма́ркеш (порт. Lourenço Marques) на честь португальського торговця, що дослідив узбережжя в 1544 році. У 1895 була побудована залізниця, що з'єднала місто з Преторією. Це спричинило швидке зростання населення. У 1898 році місто стало столицею португальського Мозамбіку, змінивши острівне місто Мозамбік.

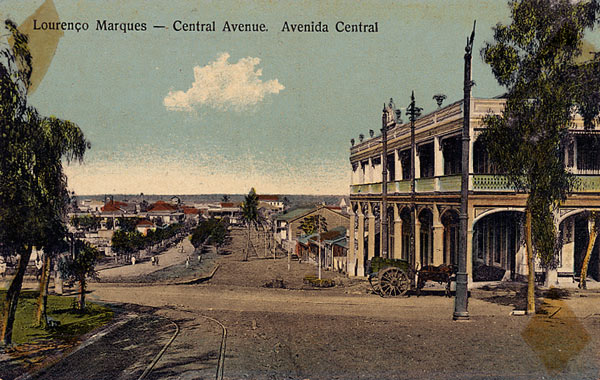
Вид міста Лоренсу-Маркіш, близько 1905 року

З початку 1900-х років завдяки порту, оснащеному складами і кранами, що дозволяли обслуговувати великі судна, безпосередньо переміщуючи товари у вантажні поїзди, Лоренсу-Маркіш під португальським правлінням досяг статусу важливого космополітичного міста. Порт обслуговував британські, німецькі і португальські кораблі, більша частина товарів йшла з Саутгемптона, Лісабона і Гамбурга. В умовах триваючого зростання населення і розвитку економіки до 1940-м рокам португальська адміністрація почала будівництво в місті початкових і середніх шкіл, закладів професійної освіти. В 1962 році був відкритий перший у Східній Африці Університет Лоренсу-Маркіш. Португальська, китайська та арабська діаспори — але не низькокваліфікована африканська більшість — почали розвивати промисловість і сферу послуг у місті. Аж до проголошення незалежності Мозамбіку в 1975 році тисячі туристів з Південної Родезії і ПАС відвідували місто, приваблені чудовими пляжами, висококласними готелями, ресторанами, казино і борделями.
Фронт Визволення Мозамбіку (ФРЕЛІМО) був створений в Танзанії в 1962 році. Під керівництвом Едуардо Мондлане ФРЕЛІМО боровся за незалежність від португальського панування. Війна за незалежність Мозамбіку тривала 10 років і закінчилася тільки в 1974 році, коли в Португалії Революцією Гвоздик був повалений авторитарний режим. Новий уряд Португалії надав незалежність усім колоніям.

### Після здобуття незалежності
Народна Республіка Мозамбік була проголошена 25 червня 1975 відповідно до Лусакських угод. Парад і грандіозний бенкет завершили святкування незалежності в столиці, яка, як очікувалося, повинна була бути незабаром перейменована в Пумо (по імені вождя, який володів цими землями до заснування міста). Незважаючи на це, столицю дійсно незабаром (у лютому 1976) перейменували, але в Мапуту (топонім бере початок від назви річки Мапуту, що протікає неподалік). Пам'ятники видатним португальцям були знесені, темношкірі солдати, озброєні радянськими рушницями, зайняли місце португальських військовослужбовців, більша частина вулиць, названих на честь португальців або знаменних дат португальської історії також отримали нові назви. Після Революції гвоздик велика частина етнічних португальців покинула країну, залишивши Мозамбік без грамотних управлінських кадрів. Після масової втечі навченого португальського персоналу з країни нікому стало підтримувати розвинену інфраструктуру. На довершення всього авторитарне марксистське керівництво провальним економічним плануванням призвело країну з перших же днів незалежності в глибоку рецесію. ФРЕЛІМО, що став новою правлячою партією, звернувся до СРСР і НДР за економічною допомогою. До початку 80-х Мозамбік став банкрутом. Країна була охоплена громадянською війною між ФРЕЛІМО і опозиційним йому РЕНАМО, що тривала з 1976 по 1992 роки. Стабільність і економічне зростання повернулися в 90-х, але місто, продовжуючи залишатися найбільшим і розвиненим в Мозамбіку, все ще не відновило колишніх позицій. Перенаселеність, безробіття, бідність і злочинність — основні проблеми сьогоднішнього Мапуту.

## Релігія
Центр Мапутської архідіоцезії Католицької церкви.

## Економіка
Основними експорт-ними товарами є вугілля, бавовна, цукор, хроміти, сизаль, копра і деревина. У місті виробляють цемент, меблі, взуття, керамічний посуд і каучук.

## Транспорт

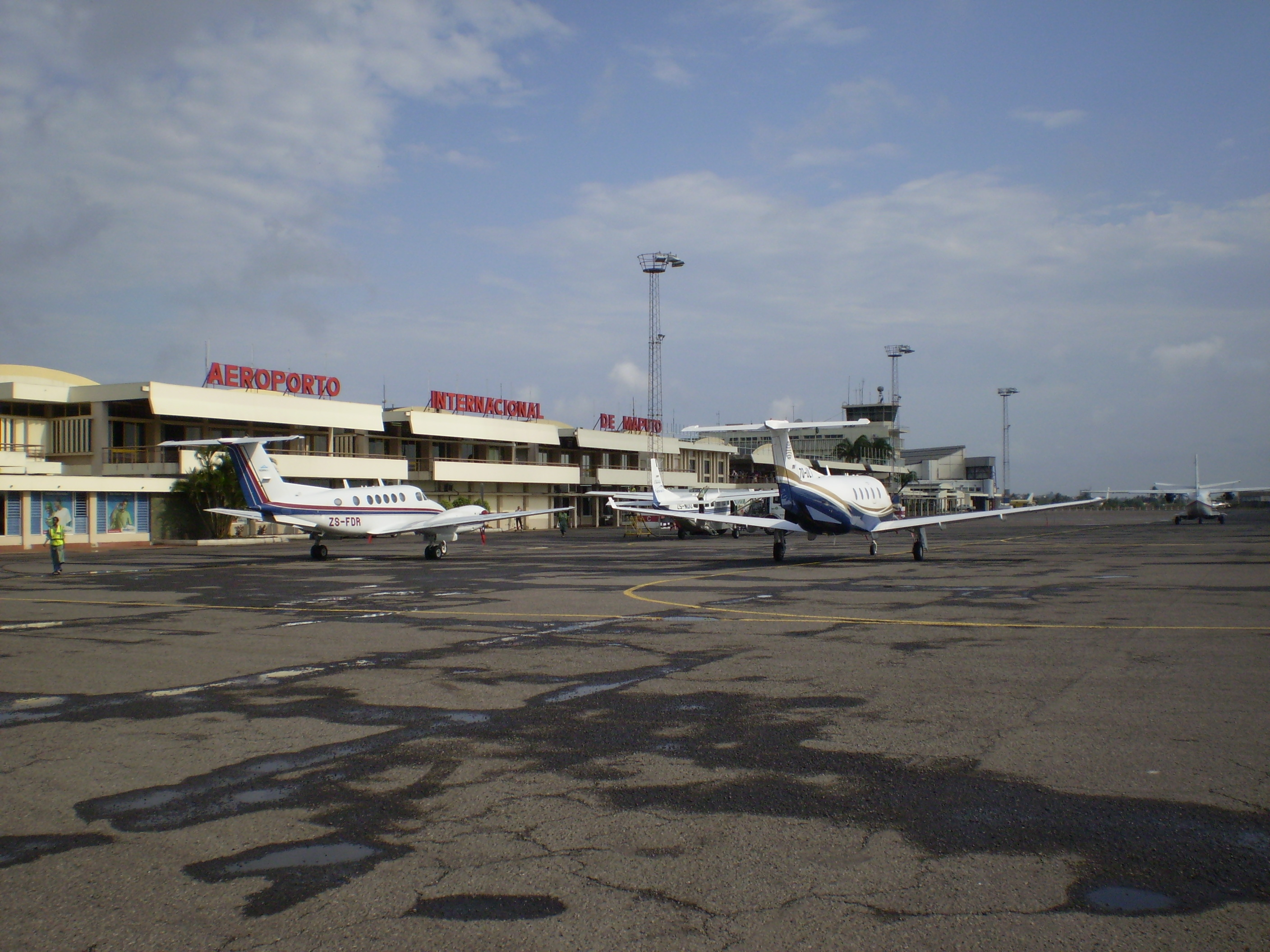
Міжнародний аеропорт Мапуту

Міжнародний аеропорт Мапуту — головний міжнародний аеропорт Мозамбіку. Громадський транспорт міста представлений в основному мікроавтобусами-чапас, які перевозять велику частину мешканців міста. Також існує державна автобусна компанія, парк якої в даний час складає бл. 35 автобусів. Мікроавтобуси в основному імпортуються з Японії (Toyota Hiace).

## Інфраструктура
У Мапуту знаходиться найстаріший університет Мозамбіку Університет імені Едуардо Мондлане, а також Педагогічний Університет. У місті розташовується музей історії Мозамбіку, природничонауковий музей, військовий музей і католицький собор Діви Марії Фатімської.
Планування Мапуту являє собою типовий зразок міської забудови 70-х років: прямокутні квартали і широкі вулиці. Незважаючи на тривалу громадянську війну місто практично не постраждало. Нове будівництво стримується відсутністю коштів.
Сучасні будівлі будуються на гроші новонароджуваного середнього класу, у той час як громадські будівлі часто не ремонтуються. Пляж Мапуту забруднений портовими відходами і тому не використовується для відпочинку містянами.

## Культура
Мапуту знаходиться на перехресті різних культур. Будучи зоною поширення культури банту з сильним впливом португальської культури, місто зосереджує в собі прояви, індійської та китайської культур. Кухня тут досить різноманітна, особливо виділяються арабська і португальська, у достатку присутні дари моря.
Найважливішим культурним та мистецьким центром Мапуту є Associação Núcleo de Arte. Це найстаріша культурна організація країни. Розташовуючись в старовинній віллі в центрі Мапуту, Núcleo десятиліттями відігравав ключову роль у житті країни. Близько сотні художників і скульпторів є членами Núcleo, який регулярно влаштовує в своїх стінах виставки їхніх робіт і останнім часом почав брати активну участь у культурному обміні з країнами ближнього зарубіжжя. Núcleo став відомий завдяки проекту перетворення зброї в предмети мистецтва. Він зіграв велику роль у повоєнній відбудові Мозамбіку.
З 2006 року в Мапуту проводиться Міжнародний фестиваль документального кіно ДОКАНЕМА (DOCKANEMA).
У центрі міста знаходиться парк Тундуру, спроектований в 1885 році британським ландшафтним дизайнером Томасом Хані (Thomas Honney).
Також Мапуту — центр католицької митрополії Мапуту.

## Клімат
Мапуту знаходиться на межі зони тропічного клімату саван і вологого субтропічного клімату. Клімат досить сухий, випадає бл. 761 мм опадів на рік. Сезон дощів короткий, триває з січня по березень. Найнижча в історії температура повітря, зареєстрована в Мапуту, +7 °C. Зазвичай температура протягом всього року тримається в районі +30 °C, у грудні-лютому дещо спекотніше.
| Клімат Мапуту            | Клімат Мапуту | Клімат Мапуту | Клімат Мапуту | Клімат Мапуту | Клімат Мапуту | Клімат Мапуту | Клімат Мапуту | Клімат Мапуту | Клімат Мапуту | Клімат Мапуту | Клімат Мапуту | Клімат Мапуту | Клімат Мапуту |
| Показник                 | Січ.          | Лют.          | Бер.          | Квіт.         | Трав.         | Черв.         | Лип.          | Серп.         | Вер.          | Жовт.         | Лист.         | Груд.         | Рік           |
| Середній максимум, °C    | 29,7          | 29,7          | 29,1          | 28,1          | 26,5          | 24,6          | 24,5          | 25,4          | 26,3          | 27,0          | 28,0          | 29,2          | 27,3          |
| Середній мінімум, °C     | 21,9          | 21,9          | 21,1          | 19,3          | 16,4          | 14,1          | 13,9          | 15,0          | 16,7          | 18,4          | 19,9          | 21,1          | 18,3          |
| Температура води, °C     | 27            | 27            | 26            | 25            | 24            | 23            | 23            | 23            | 23            | 23            | 24            | 25            | 24,4          |
| Норма опадів, мм         | 141           | 128           | 93            | 63            | 27            | 28            | 16            | 14            | 35            | 53            | 82            | 90            | 770           |
| Вологість повітря, %     | 72            | 74            | 75            | 74            | 71            | 71            | 70            | 70            | 70            | 72            | 72            | 72            | 71.9          |
| ------------------------ | ------------- | ------------- | ------------- | ------------- | ------------- | ------------- | ------------- | ------------- | ------------- | ------------- | ------------- | ------------- | ------------- |
| Джерело: wetterkontor.de |               |               |               |               |               |               |               |               |               |               |               |               |               |

## Уродженці
- Антоніо Фейо (1954—2010) — португальський актор, режисер та журналіст.